# シゲキックス
シゲキックスは1992年より味覚糖から発売しているグミである。強い酸味が特徴。当時の若手女性開発者によって、酸味・食感が出来上がった。初めは社内・社外の関係者から、批判や苦言が多かったが、刺激的な酸味は必ずやみつきになると周囲を説得し、発売に至った。
種類によって円錐形のものや楕円形のものがあり、酸っぱさのレベルも変わってくる。
酸っぱさは凄まじいものから弱いものまで様々で、酸味は全くなく弾力に特化した派生商品もある。
酸っぱさのレベルによっては喉が痛むほどの酸っぱさとなり、甘い菓子であることを期待して買った消費者に衝撃を与えることから、特に北米圏ではゲテモノ菓子として認知されている。
製造所は味覚糖福島工場（製造所固有記号＋7）である。

## 味、種類

### 現在発売中の商品
- スーパーレモン（公式サイトに記載はないが2024年5月時点で100円ショップ等で復刻版も販売されている）
- 激シゲキックス　極刺激ソーダ
- アンリミテッド　スパークグレープ
- 復刻版スーパー梅ドライ（公式サイトに記載はないが2024年5月時点で100円ショップ等で販売している）

### 種類
- 青りんご
- マンダリンオレンジ
- スーパーレモン
- スーパーミント
- スーパーソーダ
- スーパーコーラ
- スーパーストロベリー
- 激シゲキックス　極刺激甲州ぶどう
- スーパーグレープ
- メロンソーダホワイトソーダ
- ラムネ
- 白いラムネ
- スーパーパイン
- スーパーみかん
- サムライピーチ
- ピーチ
- サワーヨーグルト
- パインC
- 密りんご
- パワフルドリンク
- ギラギラエナジードリンク
- SUPER!レモン
- SUPER!コーラ
- SUPER!グレープ
- SUPER!ホワイトソーダ
- シトラス☆ボンバー
- 温州みかん
- ソーダ
- ソーダDX
- メロンソーダDX
- グレープDX
- コーラDX
- マジカルフルーツDX
- ギラギラエナジードリンクDX

#### シゲキックス BIG
- スーパーレモン
- スーパーグレープ
- スーパー青りんご

#### ○○シゲキックス
- 元気シゲキックス　ウルトラドリンク
- 元気シゲキックス　エナジー500
- 元気シゲキックス　スーパードリンク
- 青春シゲキックス　まっすぐコーラ
- 青春シゲキックス　まっすぐラムネ
- 青春シゲキックス　まっすぐグレープ
- 青春シゲキックス　まっすぐいちご
- 青春シゲキックス　まっすぐレモン
- 青春シゲキックス　まっすぐ宮崎マンゴーサイダー
- いやしシゲキックス　かつお梅
- 善玉シゲキックス　ヨーグルト
- 鉄人シゲキックス　ムキムキスムージー
- 天才シゲキックス　グレープフルーツ
- IQシゲキックス　天才グレープ
- 集中シゲキックス
- HEROシゲキックス　ビクトリーコーラ

#### 復刻版
- スーパーレモン
- マスカット
- スーパー梅ドライ
- 金のシゲキックス　強烈エナジードリンク
- 銀のシゲキックス　強烈ホワイトソーダ

#### シゲキックス オリジナル
キャッチフレーズは【酸っぱいグミの王道!!】
- スーパーレモン
- スーパーソーダ
- スーパーコーラ
- シゲモンの足跡　エボリューションソーダ
- シゲモンの足跡　エボリューショングレープ

#### 超シゲキックス
キャッチフレーズは【シゲキを超えた「超シゲキ」!!】
パッケージには「すっぱさ、超級。」と表記されている。
- 強烈コーラ
- 強烈レモン
- 強烈グレープ
- メロンソーダ
- レモン（暗殺教室）（パッケージ2種類）
- コーラ（暗殺教室）

#### 激シゲキックス
キャッチフレーズは【激的なすっぱさを感じるシゲキックス!】。
パッケージには「目覚めるスッパさ」と表記されている。
- 極刺激　レモン
- 極刺激　梅
- 極刺激　ブラックベリー
- 極刺激　夏みかん
- 極刺激　ホワイトソーダ

#### 噛む（かむ）シゲキックスシリーズ
噛む（かむ）シリーズはシゲキックスシリーズ特有のすっぱさは無く、弾力性を売りにした商品である。
- ソーダ
- クリアコーラ
- フルーツミックス
- ダークグレープ
- メロンソーダ＆ホワイトソーダ
- ピーチ＆すもも
- グレープ＆グレープソーダ
- グレープ＆マスカット（噛むシゲキックス0〈ゼロ〉）

#### 限定、コラボ商品
- スーパーパイン（沖縄限定、2022年時点で終売）
- チョコレート（セブンイレブン限定、2022年時点で終売）
- 悪魔のグ実　グレープ＆青リンゴ（ONEPIECEコラボ商品）（かむシゲキックス）
- 悪魔のグ実　メロンソーダ＆ソーダ（ONEPIECEコラボ商品）（かむシゲキックス）
- バーストソーダ（ベイブレードバーストコラボ商品）
- 鬼シゲキックス 全集中エナジードリンク味（鬼滅の刃コラボ商品）

## キャラクター
シゲキックスのパッケージにはオリジナルのキャラクターが描かれており、各々名前が決められている。
年齢・性別不詳。シゲキックスのおいしさを地球人に広めるのが使命。
- シゲモン
  - 頑固で一直線だが実は涙もろい。シゲキックスのリーダー格。
- シゲーダ
  - おちゃめで好奇心旺盛。失敗してもくじけないチャレンジャー。
- シゲボッシー
  - 見かけは女っぽいが性格は非常にクール。梅模様のTATTOがトレードマーク。
- シゲーラ
  - 年中顔グロのサーファー野郎。常に刺激を追い求めるやんちゃ者。
- シゲーラ
- シゲット
- シゲーグル
- シゲリー
- シゲキング
- シゲリン
- シゲピカル
- シゲヘッド
- シゲバア
- シゲロン
- シゲダマ
- シゲート
- シゲップル
- シゲタロウ
- シゲッツ
- シゲミン

## CM出演者
- ボブ・サップ
- チュートリアル
- レイザーラモンHG
- 村上三奈
- よゐこ（アニメーションで声のみ出演）
- オセロ（アニメーションで声のみ出演）
- 相葉雅紀（シゲキックスZEROSH）
- 半井重幸(Shigekix)

## コラボキャンペーン
- 三國無双（対象商品を購入することで、真三國無双　MULTI　RAID2にてゲーム内アイテムや限定QUOカードなどがもらえる。2010）
- ONE PIECE（対象のシゲキックスについている応募シールによりQRコードからキャンペーンサイトへ飛ぶことで応募ができ、抽選でコラボレーション3D切手コレクションとオリジナルポストカード3枚セットが当たる。2011）
- ONE PIECE（ウォールフィギュア＆チョッパーの足跡グミ　プレゼントキャンペーン　2012）
- ONE PIECE（映画「ONE PIECE FILM Z」タイアップキャンペーン　シゲキックス×Z　プレゼントキャンペーン　チョッパーぬいぐるみが800名様に当たる!?　2012）
- モンスターハンター　スピリッツ（カードを買うと中に一粒シゲキックスが入っているいわゆる食玩。味は回復系ドリンク味。ゲーム内でシゲキックスを回復アイテムとして使用することができる。2015）
- 暗殺教室（シゲキの時間　2015）
- ベイブレードバースト（対象のシゲキックスについているシリアルコードを4つまたは2つで1口応募するとレアベイ4つセットかスターターセットが当たる。2016）
- 熊谷グミ（建設会社の熊谷組とのオリジナルパッケージ。味はsuperグレープ、superソーダ、superレモン）
- シゲキックス×Shigekix(2021)[3]